# Gamasiphoides baloghi
Gamasiphoides baloghi är en spindeldjursart som beskrevs av Wolfgang Karg 1976. Gamasiphoides baloghi ingår i släktet Gamasiphoides och familjen Ologamasidae. Inga underarter finns listade i Catalogue of Life.